# Lijpe
Lijpe, artiestennaam van Abdel Achahbar (Maarssen, 29 oktober 1993), is een Marokkaans-Nederlandse rapper. Hij bracht verschillende albums en singles uit die in de Nederlandse Album Top 100 respectievelijk Single Top 100 terechtkwamen, echter nooit in de Nederlandse Top 40.

## Biografie

### 1993-13: Begin
Achahbar is een zoon van Marokkaanse ouders en groeide op in Maarssen. Door te gaan rappen wist hij zich aan de negatieve spiraal te onttrekken. Aanvankelijk gebruikte hij de artiestennaam 'Lijpe Mocro', terwijl hij afwisselend juist alleen 'Lijpe' of 'Mocro' genoemd werd. Om de onduidelijkheid weg te halen, kortte hij zijn artiestennaam uiteindelijk in. Vanaf het begin namen hij en zijn vrienden filmpjes op van de muziek die ze maakten en plaatsten die op internet. Ze deden dat eerst nog niet om gezien te worden, maar alleen om zichzelf terug te kunnen zien. Al met al dankt hij zijn bekendheid juist aan zijn video's waarvan er sommige meer dan een miljoen keer zijn bekeken; op de radio wordt zijn muziek weinig gedraaid. In veel van zijn teksten is hij lovend over zijn moeder of biedt hij haar zijn excuses aan. Verder gaan veel van zijn teksten over het leven op straat, waar hij zelf ook altijd veel te vinden is geweest.

### 2013-14: ep 'Van de bodem naar de grond'
Lijpe begon zich op muziek te richten en deed verschillende spitsessies die miljoenen keren op internet werden bekeken. Zo stond hij in januari 2013 samen met rapper Ismo bij Zonamo Underground. In september 2014 bracht hij vervolgens in eigen beheer zijn ep Van de bodem naar de grond uit. Daarvoor schoot hij een videoclip voor het nummer Ogen in je rug.
Rapper Kempi tipte Kees de Koning, de labelbaas van Top Notch, waarna hij Lijpe in de gaten hield. Lijpe tekende vervolgens in oktober 2014 een contract bij het label, waarna zijn ep in november opnieuw werd uitgebracht als een deluxe editie. Deze was zowel als download als in fysieke versie verkrijgbaar. Op de deluxe editie stonden samenwerkingen met Emms (Broederliefde) en Frenna (SFB).

### 2015: New Wave en debuutalbum 'Levensles'
In februari 2015 was Lijpe onderdeel van de nieuwe generatie rappers die door Kees de Koning op Schiermonnikoog waren verzameld. Andere rappers uit de groep waren Ronnie Flex, Jonna Fraser, Lil' Kleine, Bokoesam, SFB, Frenna, Def Major en producer Jack $hirak. In tien dagen werd het album New Wave geschreven en geproduceerd. Lijpe maakte hiervoor het nummer Veranderd en stond op de samenwerkingen Vallen in de club, Dikke gun en Kan er niet omheen. De groep, onder de naam New Wave, presenteerde het album in april 2015 in de Amsterdamse Paradiso. Het collectief won uiteindelijk de Popprijs 2015 voor de belangrijkste bijdrage aan de Nederlandse popmuziek. Op dat moment was het album met meer dan 60 miljoen luisterbeurten het meest gestreamde album van 2015 op Spotify. Op YouTube stond de teller van alle losse nummers op dat moment (mei 2016) op 80 miljoen.
Na zijn New Wave ervaring ging Lijpe aan de slag met zijn debuutalbum Levensles, dat in november 2015 uit kwam. Hij bracht daarnaast de single Moeilijke tijd uit.

### 2016: Jackpot
Op 28 oktober 2016 kwam zijn album Jackpot op nummer 2 binnen in de Album Top 100, en in Vlaanderen op nummer 12. In maart 2016 bracht hij zijn gelijknamige hoofdtrack uit die meer dan zes miljoen keer werd bekeken, en tevens een gouden plaat heeft verdiend. Zeventien nummers van het album staan in de Single Top 100.

### 2017: Zandloper
Op 4 septemper 2017 kwam zijn album "Zandloper" uit. En dat album kwam op nummer 1 binnen in de Album Top 100.
Het album bestond uit 14 solotracks die ook bijna allemaal belanden in de Single Top 100. Anno 2023 is zijn nummer Doe rustig! ook platina.

## Prijzen en nominaties
Single onderscheidingen
- 2017 - Eng (2016) - goud, 3 miljoen streams[15]

Single onderscheidingen als gastartiest
- 2016 - Ronnie Flex, Jandro, Cartiez & Lijpe - Vallen in de Club (2015) - platina[16]
- 2016 - Jonna Fraser, Lijpe, Ronnie Flex & KM - Kan er niet omheen (2015) - goud[16]
- 2016 - SBMG - Mandela (met Sevn Alias, Louis, D-Double, Lijpe & Hef) (2016) - goud[17]
- 2016 - Sevn Alias - Woosh (met Lijpe & Jonna Fraser) (2016) - goud[18]

Albumonderscheidingen als gastartiest
- 2016 - New Wave - New Wave (2015) - platina[16]

Overig
- 2019 - FunX Music Award in de categorie Best MC[19]
- 2022 - Edison in de categorie Hiphop voor zijn album Verzegeld[20]
- 2022 - FunX Music Award in de categorie Best MC[19]